# Maserati Mistral
 Maserati Mistral – samochód sportowy klasy średniej produkowany przez włoską markę Maserati w latach 1964 - 1970.

## Historia i opis modelu

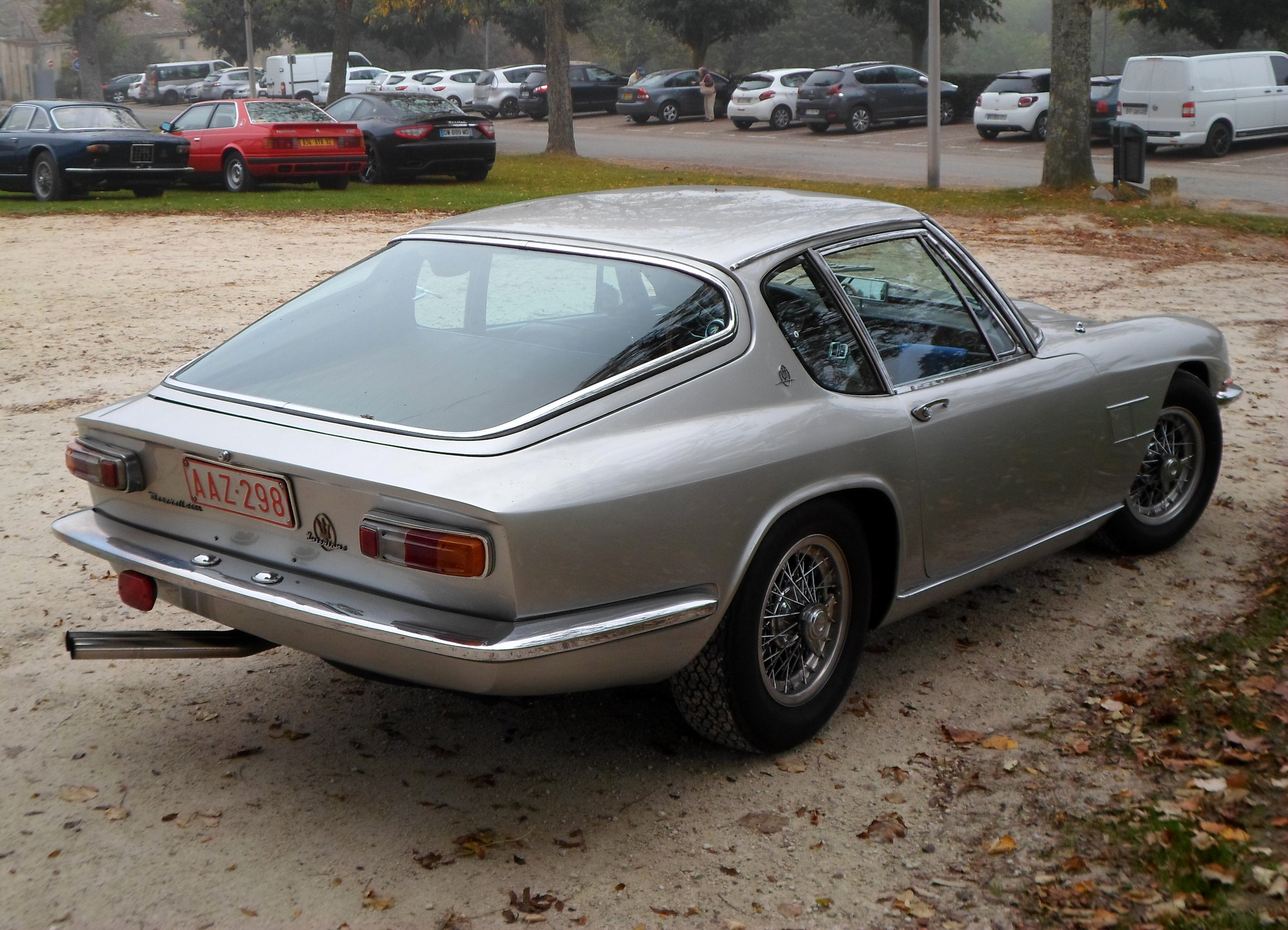
Maserati Mistral - tył

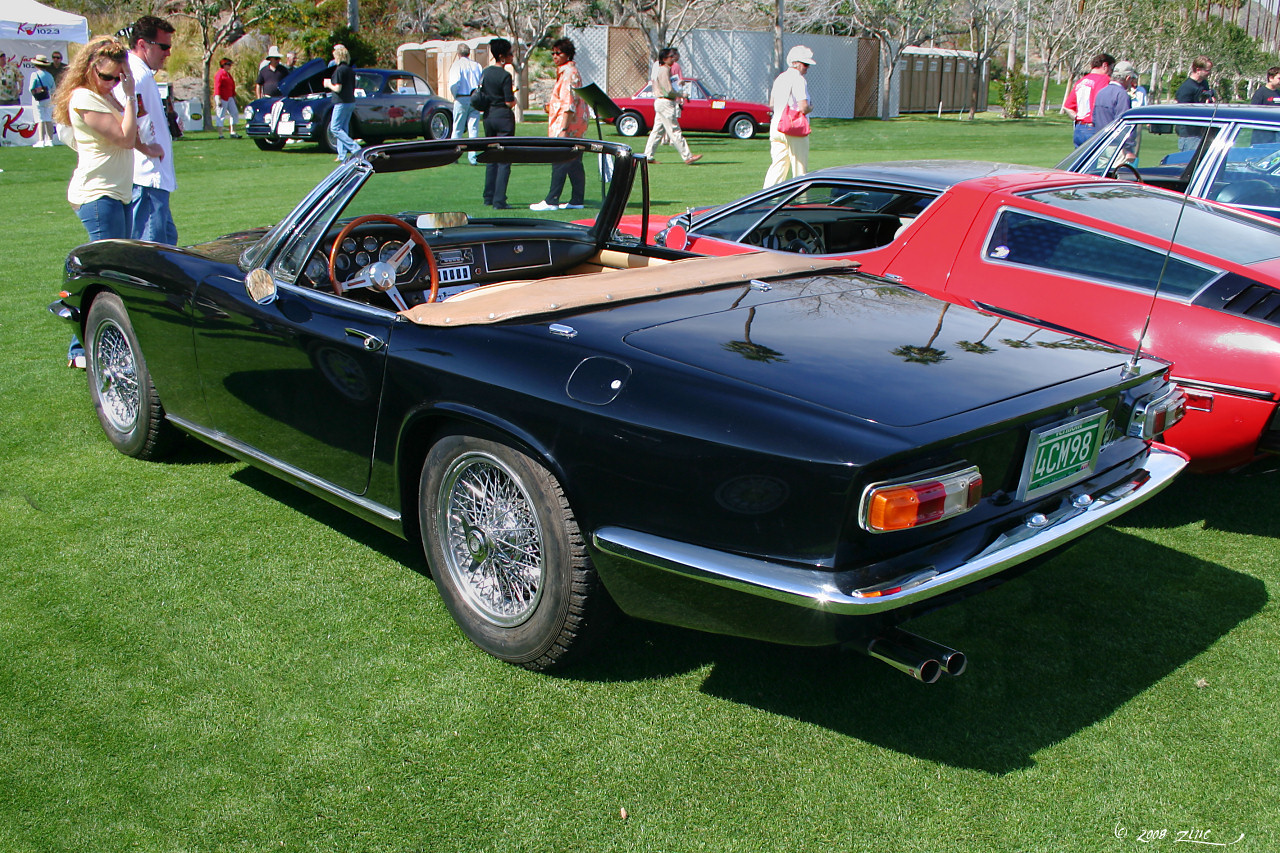
Maserati Mistral Spyder

Dwudrzwiowe nadwozie typu coupé zaprojektował Pietro Frua. W modelu stosowano silniki R6 o pojemnościach: 3,5, 3,7 oraz 4,0 l. Moc przenoszona była na koła tylne poprzez 5-biegową manualną skrzynię biegów ZF. Samochód dostępny był także w wersji spyder. W 1966 roku przeprowadzono facelifting.

### Dane techniczne
Źródło:

### Silnik
- R6 4,0 l (4014 cm³), 2 zawory na cylinder
- Stopień sprężania: 8,8:1
- Moc maksymalna: 258,5 KM (190 kW) przy 5500 obr./min
- Maksymalny moment obrotowy: 363 N•m przy 4000 obr./min

### Osiągi
- Przyspieszenie 0-100 km/h: 7,2 s
- Prędkość maksymalna: 254 km/h